# Witte fiets (gedenkteken)

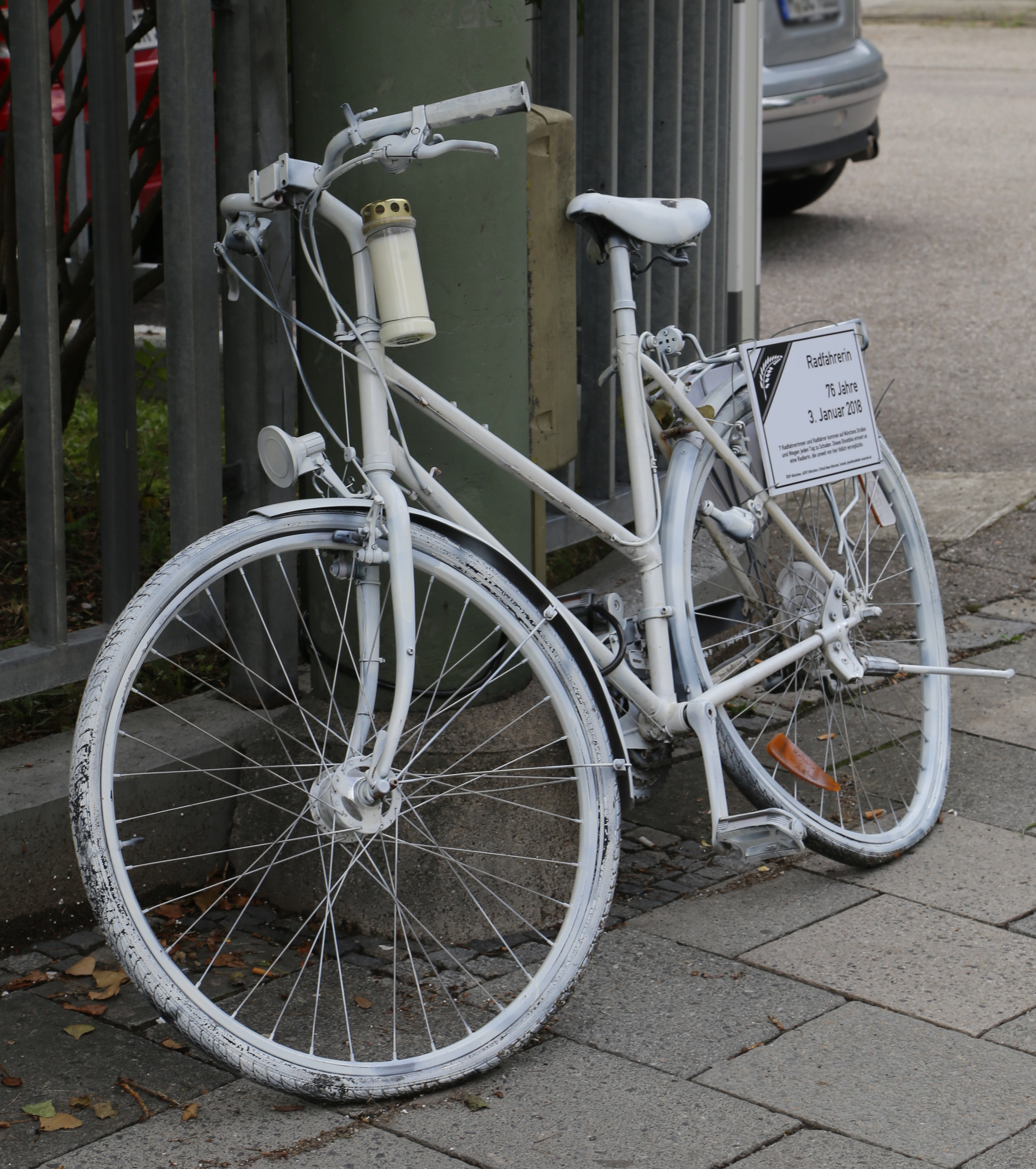
Ghost Bike in München (2018).

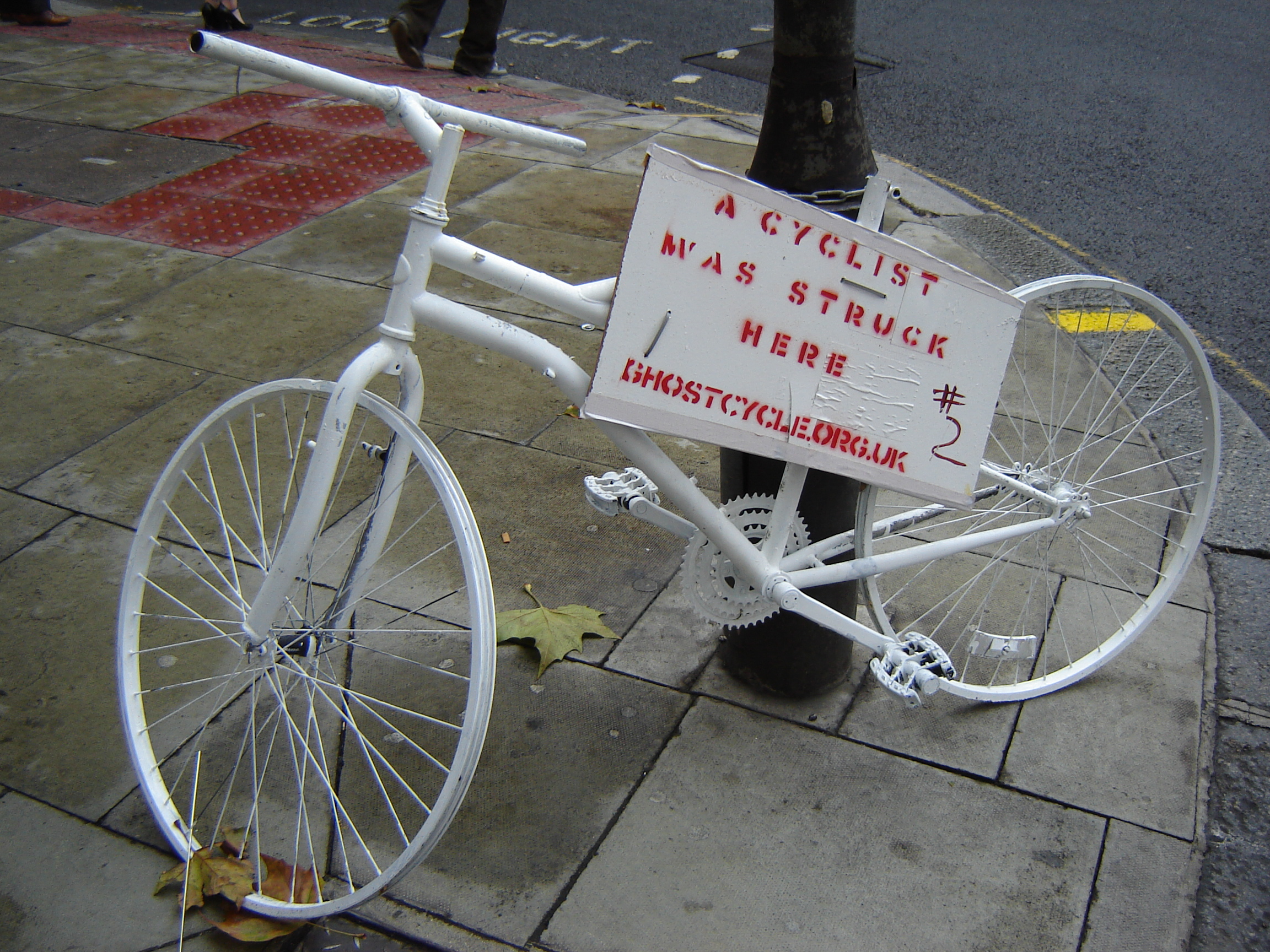
Ghostcycle in Londen (2005).

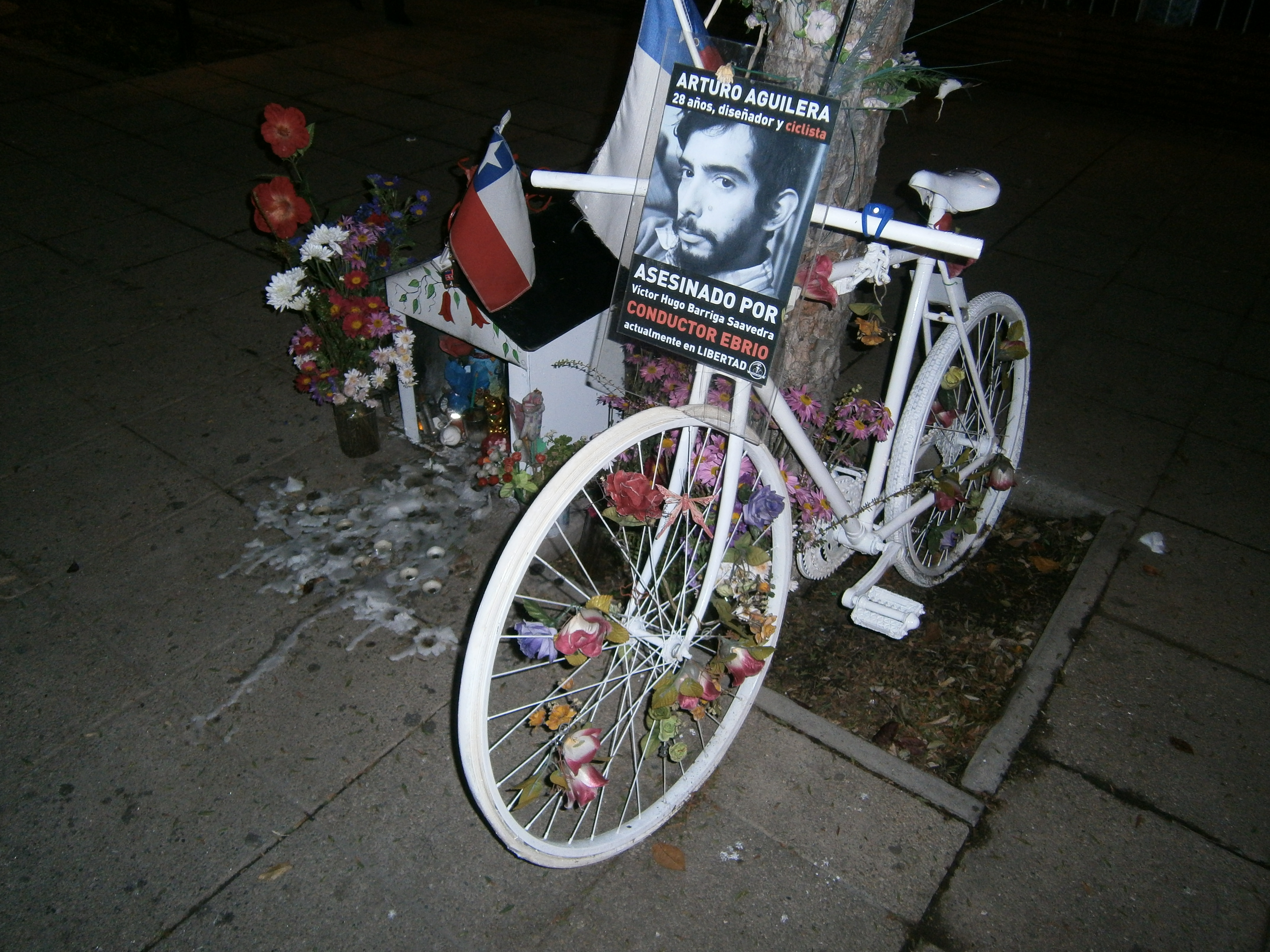
Witte fiets in Santiago, Chili (2013).

Een witte fiets (ook wel spookfiets of ghost bike genoemd) is een fiets die geplaatst werd als herdenking aan een verkeersslachtoffer dat is omgekomen bij het fietsen. 
Witte fietsen worden geplaatst door nabestaanden of door organisaties die opkomen voor fietsveiligheid, zoals de Belgische Fietserbond. Hierbij wordt een fiets wit geschilderd en geplaatst daar waar het ongeval plaatsvond. Soms wordt er een bord aangebracht, met daarop de vraag voor meer verkeersveiligheid of met de naam, geboorte- en sterfdatum van het slachtoffer (in samenspraak met de nabestaanden). 
Soms wordt de fiets in stilte geplaatst, als vorm van stil protest. Op andere momenten is het plaatsen van de witte fiets een eerbetoon aan het slachtoffer of wordt ze geplaatst door meer actiegerichte groepen zoals 
Critical Mass.
Vaak vormt de witte fiets het centrale element waarrond een herdenking wordt gehouden.